# Ґрабіна (Груєцький повіт)
Ґрабіна (пол. Grabina) — село в Польщі, у гміні Хинув Груєцького повіту Мазовецького воєводства.
Населення — 62 особи (2011).
У 1975-1998 роках село належало до Радомського воєводства.

## Демографія
Демографічна структура станом на 31 березня 2011 року:
|          | Загалом | Допрацездатний вік | Працездатний вік | Постпрацездатний вік |
| -------- | ------- | ------------------ | ---------------- | -------------------- |
| Чоловіки | 29      | 5                  | 21               | 3                    |
| Жінки    | 33      | 9                  | 15               | 9                    |
| Разом    | 62      | 14                 | 36               | 12                   |